# Igazi tengeri rózsák
Az igazi tengeri rózsák (Nynantheae) a hatosztatú virágállatok (Hexacorallia) alosztályába sorolt tengerirózsák (Actiniaria) rendjének egyik alrendje.

## Rendszertani felosztásuk
Az alrendbe 3 alrendág tartozik összesen 42 családdal:
- Athenaria Carlgren, 1899 - 11 család
  - Andresiidae Stephenson, 1922
  - Andvakiidae Danielssen, 1890
  - Edwardsiidae Andres, 1881
  - Galatheanthemidae Carlgren, 1956
  - Halcampidae Andres, 1883
  - Halcampoididae Appellöf, 1896
  - Haliactinidae Carlgren, 1949
  - Haloclavidae Verrill, 1899
  - Limnactiniidae Carlgren, 1921
  - Octineonidae Fowler, 1894
  - Polyopidae Hertwig, 1882

- Boloceroidaria Carlgren, 1924 - 2 család
  - Boloceroididae
  - Nevadneidae Carlgren, 1925

- Thenaria Carlgren, 1899 - 5 öregcsalád és 29 család
  - Acontiaria Stephenson, 1935
    - Acontiophoridae Carlgren, 1938
    - Aiptasiidae Carlgren, 1924
    - Aiptasiomorphidae Carlgren, 1949
    - Antipodactinidae Rodríguez, López-González & Daly, 2009
    - Bathyphelliidae Carlgren, 1932
    - Diadumenidae Stephenson, 1920
    - Haliplanellidae Hand, 1956
    - Hormathiidae Carlgren, 1932
    - Isophelliidae
    - Kadosactinidae Riemann-Zürneck, 1991
    - Nemanthidae Carlgren, 1940
    - Sagartiidae Gosse, 1858
    - Sagartiomorphidae Carlgren, 1934

  - Actinioidea Rafinesque, 1815
    - Aurelianiidae Andres, 1883
    - Iosactinidae Riemann-Zürneck, 1997
    - Stoichactidae Carlgren, 1900

  - Talpkorongosok (Endomyaria) Stephenson, 1921
    - aktíniák (Actiniidae) Rafinesque, 1815
    - Aliciidae Duerden, 1895
    - Condylanthidae Stephenson, 1922
    - Homostichanthidae
    - Liponematidae Hertwig, 1882
    - Minyadidae Milne Edwards, 1857
    - Phymanthidae Andres, 1883
    - Stichodactylidae Andres, 1883
    - Thalassianthidae Milne Edwards, 1857

  - Tengeri szegfűfélék (Mesomyaria) Stephenson, 1921
    - Actinostolidae Carlgren, 1932
    - Exocoelactinidae Carlgren, 1925
    - Isanthidae Carlgren, 1938

  - Metridioidea Carlgren, 1893
    - Metridiidae Carlgren, 1893